# Lista över fornlämningar i Falkenbergs kommun (Årstad)
Lista över fornlämningar i Falkenbergs kommun (Årstad) är en förteckning av ett urval av de fornlämningar som finns i Årstad i Falkenbergs kommun.
| Namn                                 | Lämningstyp                 | Tillkomsttid | Historisk indelning | Plats | Läge                 | ID-nr          | Bild                                      |
| ------------------------------------ | --------------------------- | ------------ | ------------------- | ----- | -------------------- | -------------- | ----------------------------------------- |
| Årstad 1:1                           | Stensättning                |              | Årstad, Halland     |       | 56.929160, 12.693696 | 10152400010001 | Ladda upp en bild av detta fornminne      |
| Årstad 2:1                           | Stensättning                |              | Årstad, Halland     |       | 56.928271, 12.693722 | 10152400020001 | Ladda upp en bild av detta fornminne      |
| Årstad 2:2                           | Stensättning                |              | Årstad, Halland     |       | 56.928146, 12.693690 | 10152400020002 | Ladda upp en bild av detta fornminne      |
| Årstad 4:1                           | Hög                         |              | Årstad, Halland     |       | 56.931546, 12.685129 | 10152400040001 | Ladda upp en bild av detta fornminne      |
| Årstad 4:2                           | Hög                         |              | Årstad, Halland     |       | 56.931379, 12.685915 | 10152400040002 | Ladda upp en bild av detta fornminne      |
| Årstad 5:1                           | Hög                         |              | Årstad, Halland     |       | 56.930937, 12.685551 | 10152400050001 | Ladda upp en bild av detta fornminne      |
| Årstad 5:2                           | Hög                         |              | Årstad, Halland     |       | 56.930586, 12.685612 | 10152400050002 | Ladda upp en bild av detta fornminne      |
| Årstad 6:1                           | Stensättning                |              | Årstad, Halland     |       | 56.931890, 12.685952 | 10152400060001 | Ladda upp en bild av detta fornminne      |
| Årstad 7:1                           | Grav markerad av sten/block |              | Årstad, Halland     |       | 56.928536, 12.687128 | 10152400070001 | Ladda upp en bild av detta fornminne      |
| Årstad 8:1                           | Stensättning                |              | Årstad, Halland     |       | 56.923856, 12.691546 | 10152400080001 | Ladda upp en bild av detta fornminne      |
| Årstad 9:1                           | Stensättning                |              | Årstad, Halland     |       | 56.923301, 12.692291 | 10152400090001 | Ladda upp en bild av detta fornminne      |
| Årstad 9:2                           | Stensättning                |              | Årstad, Halland     |       | 56.923183, 12.692288 | 10152400090002 | Ladda upp en bild av detta fornminne      |
| Årstad 10:1                          | Hög                         |              | Årstad, Halland     |       | 56.909913, 12.690839 | 10152400100001 | Ladda upp en bild av detta fornminne      |
| Årstad 11:1                          | Hög                         |              | Årstad, Halland     |       | 56.909604, 12.696796 | 10152400110001 | Ladda upp en bild av detta fornminne      |
| Årstad 11:2                          | Stensättning                |              | Årstad, Halland     |       | 56.909748, 12.696807 | 10152400110002 | Ladda upp en bild av detta fornminne      |
| Årstad 11:3                          | Stensättning                |              | Årstad, Halland     |       | 56.909453, 12.696951 | 10152400110003 | Ladda upp en bild av detta fornminne      |
| Årstad 11:4                          | Stenkammargrav              |              | Årstad, Halland     |       | 56.909252, 12.696966 | 10152400110004 | Ladda upp en bild av detta fornminne      |
| Årstad 12:1                          | Stensättning                |              | Årstad, Halland     |       | 56.910197, 12.695481 | 10152400120001 | Ladda upp en bild av detta fornminne      |
| Årstad 13:1                          | Hög                         |              | Årstad, Halland     |       | 56.910874, 12.692969 | 10152400130001 | Ladda upp en bild av detta fornminne      |
| Årstad 14:1                          | Grav markerad av sten/block |              | Årstad, Halland     |       | 56.908219, 12.698933 | 10152400140001 | Ladda upp en bild av detta fornminne      |
| Årstad 14:2                          | Grav markerad av sten/block |              | Årstad, Halland     |       | 56.908380, 12.699123 | 10152400140002 | Ladda upp en bild av detta fornminne      |
| Årstad 16:1                          | Hög                         |              | Årstad, Halland     |       | 56.915141, 12.700834 | 10152400160001 | Ladda upp en bild av detta fornminne      |
| Årstad 16:2                          | Hög                         |              | Årstad, Halland     |       | 56.914808, 12.700602 | 10152400160002 | Ladda upp en bild av detta fornminne      |
| Årstad 16:3                          | Stensättning                |              | Årstad, Halland     |       | 56.914902, 12.700744 | 10152400160003 | Ladda upp en bild av detta fornminne      |
| Årstad 16:4                          | Stensättning                |              | Årstad, Halland     |       | 56.915148, 12.701277 | 10152400160004 | Ladda upp en bild av detta fornminne      |
| Årstad 17:1                          | Stensättning                |              | Årstad, Halland     |       | 56.916286, 12.697819 | 10152400170001 | Ladda upp en bild av detta fornminne      |
| Årstad 18:1                          | Hög                         |              | Årstad, Halland     |       | 56.916428, 12.704632 | 10152400180001 | Ladda upp en bild av detta fornminne      |
| Årstad 18:2                          | Grav markerad av sten/block |              | Årstad, Halland     |       | 56.916485, 12.704789 | 10152400180002 | Ladda upp en bild av detta fornminne      |
| Årstad 18:3                          | Stensättning                |              | Årstad, Halland     |       | 56.916543, 12.704648 | 10152400180003 | Ladda upp en bild av detta fornminne      |
| Årstad 19:1                          | Stensättning                |              | Årstad, Halland     |       | 56.918165, 12.707091 | 10152400190001 | Ladda upp en bild av detta fornminne      |
| Årstad 20:1                          | Stensättning                |              | Årstad, Halland     |       | 56.913394, 12.699926 | 10152400200001 | Ladda upp en bild av detta fornminne      |
| Årstad 21:1                          | Hög                         |              | Årstad, Halland     |       | 56.909000, 12.705074 | 10152400210001 | Ladda upp en bild av detta fornminne      |
| Årstad 22:1                          | Stensättning                |              | Årstad, Halland     |       | 56.909830, 12.704684 | 10152400220001 | Ladda upp en bild av detta fornminne      |
| Årstad 23:1                          | Stenkammargrav              |              | Årstad, Halland     |       | 56.906483, 12.708011 | 10152400230001 | Ladda upp en bild av detta fornminne      |
| Årstad 23:2                          | Hög                         |              | Årstad, Halland     |       | 56.906109, 12.707631 | 10152400230002 | Ladda upp en bild av detta fornminne      |
| Årstad 24:1                          | Stensättning                |              | Årstad, Halland     |       | 56.907103, 12.705352 | 10152400240001 | Ladda upp en bild av detta fornminne      |
| Årstad 25:1                          | Stensättning                |              | Årstad, Halland     |       | 56.904465, 12.699456 | 10152400250001 | Ladda upp en bild av detta fornminne      |
| Årstad 26:1                          | Hög                         |              | Årstad, Halland     |       | 56.892521, 12.706392 | 10152400260001 | Ladda upp en bild av detta fornminne      |
| Årstad 26:2                          | Hällristning                |              | Årstad, Halland     |       | 56.892474, 12.706165 | 10152400260002 | Ladda upp en bild av detta fornminne      |
| Årstad 27:1                          | Stensättning                |              | Årstad, Halland     |       | 56.894468, 12.708830 | 10152400270001 | Ladda upp en bild av detta fornminne      |
| Årstad 28:1                          | Hög                         |              | Årstad, Halland     |       | 56.895095, 12.708344 | 10152400280001 | Ladda upp en bild av detta fornminne      |
| Årstad 29:1                          | Stensättning                |              | Årstad, Halland     |       | 56.890992, 12.714373 | 10152400290001 | Ladda upp en bild av detta fornminne      |
| Årstad 29:2                          | Hög                         |              | Årstad, Halland     |       | 56.890719, 12.713796 | 10152400290002 | Ladda upp en bild av detta fornminne      |
| Årstad 30:1                          | Stensättning                |              | Årstad, Halland     |       | 56.887948, 12.715552 | 10152400300001 | Ladda upp en bild av detta fornminne      |
| Årstad 31:1                          | Stensättning                |              | Årstad, Halland     |       | 56.888737, 12.715877 | 10152400310001 | Ladda upp en bild av detta fornminne      |
| Årstad 31:2                          | Stensättning                |              | Årstad, Halland     |       | 56.888683, 12.715667 | 10152400310002 | Ladda upp en bild av detta fornminne      |
| Årstad 32:1                          | Hög                         |              | Årstad, Halland     |       | 56.891933, 12.715748 | 10152400320001 | Ladda upp en bild av detta fornminne      |
| Årstad 32:2                          | Hög                         |              | Årstad, Halland     |       | 56.892440, 12.715323 | 10152400320002 | Ladda upp en bild av detta fornminne      |
| Årstad 33:1                          | Stensättning                |              | Årstad, Halland     |       | 56.893226, 12.712890 | 10152400330001 | Ladda upp en bild av detta fornminne      |
| Årstad 33:2                          | Hög                         |              | Årstad, Halland     |       | 56.893006, 12.713029 | 10152400330002 | Ladda upp en bild av detta fornminne      |
| Årstad 34:1                          | Hög                         |              | Årstad, Halland     |       | 56.892157, 12.712429 | 10152400340001 | Ladda upp en bild av detta fornminne      |
| Årstad 34:2                          | Stensättning                |              | Årstad, Halland     |       | 56.892065, 12.712559 | 10152400340002 | Ladda upp en bild av detta fornminne      |
| Årstad 35:1                          | Stensättning                |              | Årstad, Halland     |       | 56.892650, 12.719022 | 10152400350001 | Ladda upp en bild av detta fornminne      |
| Årstad 36:1                          | Hög                         |              | Årstad, Halland     |       | 56.898769, 12.721186 | 10152400360001 | Ladda upp en bild av detta fornminne      |
| Hagbards kulle (Årstad 37:1)         | Gravfält                    |              | Årstad, Halland     |       | 56.899373, 12.717567 | 10152400370001 | Ladda upp en till bild av detta fornminne |
| Årstad 40:1                          | Gravfält                    |              | Årstad, Halland     |       | 56.898523, 12.717075 | 10152400400001 | Ladda upp en till bild av detta fornminne |
| Årstad 42:1                          | Hög                         |              | Årstad, Halland     |       | 56.896944, 12.721278 | 10152400420001 | Ladda upp en bild av detta fornminne      |
| Årstad 43:1                          | Hög                         |              | Årstad, Halland     |       | 56.896622, 12.722411 | 10152400430001 | Ladda upp en bild av detta fornminne      |
| Årstad 43:2                          | Stensättning                |              | Årstad, Halland     |       | 56.896705, 12.722537 | 10152400430002 | Ladda upp en bild av detta fornminne      |
| Årstad 43:3                          | Stensättning                |              | Årstad, Halland     |       | 56.896781, 12.722394 | 10152400430003 | Ladda upp en bild av detta fornminne      |
| Årstad 44:1                          | Hög                         |              | Årstad, Halland     |       | 56.896380, 12.721855 | 10152400440001 | Ladda upp en bild av detta fornminne      |
| Årstad 45:1                          | Stensättning                |              | Årstad, Halland     |       | 56.895990, 12.722509 | 10152400450001 | Ladda upp en bild av detta fornminne      |
| Årstad 47:1                          | Hög                         |              | Årstad, Halland     |       | 56.901898, 12.711140 | 10152400470001 | Ladda upp en bild av detta fornminne      |
| Årstad 47:2                          | Stensättning                |              | Årstad, Halland     |       | 56.901774, 12.711256 | 10152400470002 | Ladda upp en bild av detta fornminne      |
| Årstad 48:1                          | Stensättning                |              | Årstad, Halland     |       | 56.907774, 12.678898 | 10152400480001 | Ladda upp en bild av detta fornminne      |
| Årstad 48:2                          | Hällristning                |              | Årstad, Halland     |       | 56.907842, 12.678890 | 10152400480002 | Ladda upp en bild av detta fornminne      |
| Årstad 49:1                          | Stensättning                |              | Årstad, Halland     |       | 56.903781, 12.683823 | 10152400490001 | Ladda upp en bild av detta fornminne      |
| Årstad 50:1                          | Stensättning                |              | Årstad, Halland     |       | 56.906063, 12.671416 | 10152400500001 | Ladda upp en bild av detta fornminne      |
| Årstad 52:1                          | Stensättning                |              | Årstad, Halland     |       | 56.905566, 12.664006 | 10152400520001 | Ladda upp en bild av detta fornminne      |
| Årstad 52:2                          | Stensättning                |              | Årstad, Halland     |       | 56.905485, 12.663799 | 10152400520002 | Ladda upp en bild av detta fornminne      |
| Årstad 53:1                          | Stensättning                |              | Årstad, Halland     |       | 56.906561, 12.661725 | 10152400530001 | Ladda upp en bild av detta fornminne      |
| Grytan (Årstad 54:1)                 | Stensättning                |              | Årstad, Halland     |       | 56.911054, 12.666031 | 10152400540001 | Ladda upp en bild av detta fornminne      |
| Grytan (Årstad 54:2)                 | Hög                         |              | Årstad, Halland     |       | 56.910894, 12.665575 | 10152400540002 | Ladda upp en bild av detta fornminne      |
| Grytan (Årstad 54:3)                 | Stensättning                |              | Årstad, Halland     |       | 56.910940, 12.665168 | 10152400540003 | Ladda upp en bild av detta fornminne      |
| Grytan (Årstad 54:4)                 | Stensättning                |              | Årstad, Halland     |       | 56.910812, 12.664991 | 10152400540004 | Ladda upp en bild av detta fornminne      |
| Grytan (Årstad 54:5)                 | Stensättning                |              | Årstad, Halland     |       | 56.910540, 12.665172 | 10152400540005 | Ladda upp en bild av detta fornminne      |
| Grytan (Årstad 54:6)                 | Stensättning                |              | Årstad, Halland     |       | 56.910393, 12.665477 | 10152400540006 | Ladda upp en bild av detta fornminne      |
| Årstad 56:1                          | Hög                         |              | Årstad, Halland     |       | 56.915723, 12.676382 | 10152400560001 | Ladda upp en bild av detta fornminne      |
| Munkakyrkan,Bålastugan (Årstad 57:1) | Stenkrets                   |              | Årstad, Halland     |       | 56.913426, 12.673482 | 10152400570001 | Ladda upp en bild av detta fornminne      |
| Årstad 58:1                          | Hög                         |              | Årstad, Halland     |       | 56.909155, 12.661341 | 10152400580001 | Ladda upp en bild av detta fornminne      |
| Årstad 59:1                          | Hällristning                |              | Årstad, Halland     |       | 56.911800, 12.673820 | 10152400590001 | Ladda upp en bild av detta fornminne      |
| Årstad 60:1                          | Stensättning                |              | Årstad, Halland     |       | 56.905914, 12.651655 | 10152400600001 | Ladda upp en bild av detta fornminne      |
| Årstad 61:1                          | Stensättning                |              | Årstad, Halland     |       | 56.914656, 12.639005 | 10152400610001 | Ladda upp en bild av detta fornminne      |
| Årstad 61:2                          | Stensättning                |              | Årstad, Halland     |       | 56.914565, 12.638741 | 10152400610002 | Ladda upp en bild av detta fornminne      |
| Årstad 63:1                          | Stensättning                |              | Årstad, Halland     |       | 56.914568, 12.641561 | 10152400630001 | Ladda upp en bild av detta fornminne      |
| Årstad 64:1                          | Stensättning                |              | Årstad, Halland     |       | 56.914122, 12.643537 | 10152400640001 | Ladda upp en bild av detta fornminne      |
| Årstad 65:1                          | Stensättning                |              | Årstad, Halland     |       | 56.904678, 12.616278 | 10152400650001 | Ladda upp en bild av detta fornminne      |
| Årstad 66:1                          | Hög                         |              | Årstad, Halland     |       | 56.905737, 12.611909 | 10152400660001 | Ladda upp en bild av detta fornminne      |
| Årstad 67:1                          | Hög                         |              | Årstad, Halland     |       | 56.901034, 12.610209 | 10152400670001 | Ladda upp en bild av detta fornminne      |
| Årstad 67:2                          | Hög                         |              | Årstad, Halland     |       | 56.900949, 12.610669 | 10152400670002 | Ladda upp en bild av detta fornminne      |
| Rönakullen (Årstad 68:1)             | Hög                         |              | Årstad, Halland     |       | 56.898689, 12.642558 | 10152400680001 | Ladda upp en bild av detta fornminne      |
| Årstad 71:1                          | Stensättning                |              | Årstad, Halland     |       | 56.894820, 12.734565 | 10152400710001 | Ladda upp en bild av detta fornminne      |
| Årstad 71:2                          | Stenkrets                   |              | Årstad, Halland     |       | 56.894783, 12.734393 | 10152400710002 | Ladda upp en bild av detta fornminne      |
| Årstad 71:3                          | Stensättning                |              | Årstad, Halland     |       | 56.894762, 12.734165 | 10152400710003 | Ladda upp en bild av detta fornminne      |
| Årstad 71:4                          | Stensättning                |              | Årstad, Halland     |       | 56.894492, 12.734513 | 10152400710004 | Ladda upp en bild av detta fornminne      |
| Årstad 71:5                          | Stensättning                |              | Årstad, Halland     |       | 56.894132, 12.734388 | 10152400710005 | Ladda upp en bild av detta fornminne      |
| Årstad 71:6                          | Stensättning                |              | Årstad, Halland     |       | 56.894051, 12.734153 | 10152400710006 | Ladda upp en bild av detta fornminne      |
| Årstad 71:7                          | Stensättning                |              | Årstad, Halland     |       | 56.893599, 12.734483 | 10152400710007 | Ladda upp en bild av detta fornminne      |
| Årstad 71:8                          | Stensättning                |              | Årstad, Halland     |       | 56.893562, 12.734735 | 10152400710008 | Ladda upp en bild av detta fornminne      |
| Årstad 73:1                          | Stensättning                |              | Årstad, Halland     |       | 56.895872, 12.735080 | 10152400730001 | Ladda upp en bild av detta fornminne      |
| Årstad 73:2                          | Stensättning                |              | Årstad, Halland     |       | 56.895545, 12.735107 | 10152400730002 | Ladda upp en bild av detta fornminne      |
| Årstad 73:3                          | Stensättning                |              | Årstad, Halland     |       | 56.895462, 12.735457 | 10152400730003 | Ladda upp en bild av detta fornminne      |
| Årstad 74:1                          | Stensättning                |              | Årstad, Halland     |       | 56.894925, 12.737414 | 10152400740001 | Ladda upp en bild av detta fornminne      |
| Årstad 74:2                          | Stensättning                |              | Årstad, Halland     |       | 56.895025, 12.738393 | 10152400740002 | Ladda upp en bild av detta fornminne      |
| Årstad 75:1                          | Stensättning                |              | Årstad, Halland     |       | 56.894024, 12.737237 | 10152400750001 | Ladda upp en bild av detta fornminne      |
| Årstad 75:2                          | Stensättning                |              | Årstad, Halland     |       | 56.893986, 12.737499 | 10152400750002 | Ladda upp en bild av detta fornminne      |
| Årstad 75:3                          | Stensättning                |              | Årstad, Halland     |       | 56.893887, 12.737709 | 10152400750003 | Ladda upp en bild av detta fornminne      |
| Årstad 75:4                          | Stensättning                |              | Årstad, Halland     |       | 56.893609, 12.738021 | 10152400750004 | Ladda upp en bild av detta fornminne      |
| Årstad 75:5                          | Stensättning                |              | Årstad, Halland     |       | 56.893486, 12.737888 | 10152400750005 | Ladda upp en bild av detta fornminne      |
| Årstad 75:6                          | Stensättning                |              | Årstad, Halland     |       | 56.893444, 12.738393 | 10152400750006 | Ladda upp en bild av detta fornminne      |
| Årstad 77:1                          | Stensättning                |              | Årstad, Halland     |       | 56.892519, 12.733267 | 10152400770001 | Ladda upp en bild av detta fornminne      |
| Årstad 77:2                          | Stensättning                |              | Årstad, Halland     |       | 56.892602, 12.732586 | 10152400770002 | Ladda upp en bild av detta fornminne      |
| Årstad 78:1                          | Stensättning                |              | Årstad, Halland     |       | 56.892644, 12.734825 | 10152400780001 | Ladda upp en bild av detta fornminne      |
| Årstad 78:2                          | Stensättning                |              | Årstad, Halland     |       | 56.892795, 12.734734 | 10152400780002 | Ladda upp en bild av detta fornminne      |
| Årstad 78:3                          | Stensättning                |              | Årstad, Halland     |       | 56.892762, 12.734919 | 10152400780003 | Ladda upp en bild av detta fornminne      |
| Årstad 79:1                          | Stensättning                |              | Årstad, Halland     |       | 56.892013, 12.730325 | 10152400790001 | Ladda upp en bild av detta fornminne      |
| Årstad 80:1                          | Gravfält                    |              | Årstad, Halland     |       | 56.894040, 12.732092 | 10152400800001 | Ladda upp en bild av detta fornminne      |
| Årstad 82:1                          | Stensättning                |              | Årstad, Halland     |       | 56.888868, 12.622121 | 10152400820001 | Ladda upp en bild av detta fornminne      |
| Årstad 82:2                          | Stensättning                |              | Årstad, Halland     |       | 56.888824, 12.622000 | 10152400820002 | Ladda upp en bild av detta fornminne      |
| Årstad 82:3                          | Stensättning                |              | Årstad, Halland     |       | 56.888841, 12.621828 | 10152400820003 | Ladda upp en bild av detta fornminne      |
| Årstad 83:1                          | Hög                         |              | Årstad, Halland     |       | 56.889206, 12.623562 | 10152400830001 | Ladda upp en bild av detta fornminne      |
| Årstad 84:1                          | Grav markerad av sten/block |              | Årstad, Halland     |       | 56.887674, 12.629570 | 10152400840001 | Ladda upp en bild av detta fornminne      |
| Årstad 85:1                          | Grav markerad av sten/block |              | Årstad, Halland     |       | 56.886405, 12.630635 | 10152400850001 | Ladda upp en bild av detta fornminne      |
| Årstad 85:2                          | Grav markerad av sten/block |              | Årstad, Halland     |       | 56.886371, 12.630798 | 10152400850002 | Ladda upp en bild av detta fornminne      |
| Årstad 86:1                          | Hög                         |              | Årstad, Halland     |       | 56.887100, 12.627387 | 10152400860001 | Ladda upp en bild av detta fornminne      |
| Årstad 87:1                          | Hög                         |              | Årstad, Halland     |       | 56.883269, 12.628887 | 10152400870001 | Ladda upp en bild av detta fornminne      |
| Årstad 89:1                          | Stensättning                |              | Årstad, Halland     |       | 56.880133, 12.634773 | 10152400890001 | Ladda upp en bild av detta fornminne      |
| Årstad 90:1                          | Hällristning                |              | Årstad, Halland     |       | 56.880588, 12.634153 | 10152400900001 | Ladda upp en bild av detta fornminne      |
| Årstad 91:1                          | Stensättning                |              | Årstad, Halland     |       | 56.880616, 12.645754 | 10152400910001 | Ladda upp en bild av detta fornminne      |
| Årstad 93:1                          | Hög                         |              | Årstad, Halland     |       | 56.887604, 12.610031 | 10152400930001 | Ladda upp en bild av detta fornminne      |
| Årstad 94:1                          | Stensättning                |              | Årstad, Halland     |       | 56.919405, 12.683740 | 10152400940001 | Ladda upp en bild av detta fornminne      |
| Årstad 95:1                          | Stensättning                |              | Årstad, Halland     |       | 56.928449, 12.681226 | 10152400950001 | Ladda upp en bild av detta fornminne      |
| Årstad 96:1                          | Hög                         |              | Årstad, Halland     |       | 56.934386, 12.683120 | 10152400960001 | Ladda upp en bild av detta fornminne      |
| Årstad 96:2                          | Stensättning                |              | Årstad, Halland     |       | 56.934602, 12.682308 | 10152400960002 | Ladda upp en bild av detta fornminne      |
| Årstad 96:3                          | Hög                         |              | Årstad, Halland     |       | 56.934827, 12.682428 | 10152400960003 | Ladda upp en bild av detta fornminne      |
| Årstad 96:4                          | Stensättning                |              | Årstad, Halland     |       | 56.934949, 12.682165 | 10152400960004 | Ladda upp en bild av detta fornminne      |
| Årstad 96:5                          | Stensättning                |              | Årstad, Halland     |       | 56.934380, 12.682390 | 10152400960005 | Ladda upp en bild av detta fornminne      |
| Årstad 96:6                          | Hög                         |              | Årstad, Halland     |       | 56.934026, 12.682680 | 10152400960006 | Ladda upp en bild av detta fornminne      |
| Årstad 96:7                          | Hög                         |              | Årstad, Halland     |       | 56.935326, 12.682698 | 10152400960007 | Ladda upp en bild av detta fornminne      |
| Årstad 96:8                          | Hällristning                |              | Årstad, Halland     |       | 56.934755, 12.681790 | 10152400960008 | Ladda upp en bild av detta fornminne      |
| Årstad 121:1                         | Stensättning                |              | Årstad, Halland     |       | 56.925014, 12.696422 | 10152401210001 | Ladda upp en bild av detta fornminne      |
| Årstad 122:1                         | Hög                         |              | Årstad, Halland     |       | 56.924657, 12.695567 | 10152401220001 | Ladda upp en bild av detta fornminne      |
| Årstad 129:1                         | Stensättning                |              | Årstad, Halland     |       | 56.887882, 12.627842 | 10152401290001 | Ladda upp en bild av detta fornminne      |
| Årstad 162:1                         | Gravfält                    |              | Årstad, Halland     |       | 56.909377, 12.668718 | 10152401620001 | Ladda upp en bild av detta fornminne      |
| Årstad 163:1                         | Grav- och boplatsområde     |              | Årstad, Halland     |       | 56.886001, 12.629146 | 10152401630001 | Ladda upp en bild av detta fornminne      |